# Jefferson Hurtado
Jefferson Javier Hurtado Orovio (Limones, 2 de agosto de 1987) é um futebolista equatoriano que atua como zagueiro. Atualmente está no Barcelona do Equador.